# 孙祖训
孙祖训（1937年11月15日—），男，湖北武汉人，中国实验核物理学家，曾任中国原子能科学研究院院长、研究员、博士生导师，中国物理学会常务理事。